# Yamato, Kanagawa
Yamato (japanska: 大和市 ?, Yamato-shi) är en stad i Kanagawa prefektur i Japan. Staden fick stadsrättigheter 1959 och 
har sedan 2000 
status som speciell stad (japanska: 特例市?, Tokureishi) enligt lagen om lokalt självstyre.